# 1980 en rugby à XV
Cette page présente les faits marquants de l'année 1980 en rugby à XV : les principales compétitions et évènements liés au rugby à XV et rugby à sept ainsi que les naissances et décès de grandes personnalités de ces sports.

## Principales compétitions
- Currie Cup
- Championnat de France (du ?? ???? 1979 au 25 mai 1980)
- Championnat d'Italie (du ?? ???? 1979 au ?? mai 1980)
- Coupe d'Angleterre (du ?? ???? 1979 au 19 avril 1980)
- Tournoi des Cinq Nations (du 19 janvier au 15 mars 1980)

## Événements

### Mars
- 15 mars : l'Angleterre remporte le Tournoi des Cinq Nations en signant un Grand Chelem.

### Avril
- 19 avril : les Leicester Tigers remportent la coupe d'Angleterre après avoir battu les London Irish en finale sur le score de 21 à 9. C'est le second titre des Tigers après celui obtenu l'année précédente[1].

### Mai
- 25 mai : l'AS Béziers  remporte le championnat de France de première division après avoir battu le Stade toulousain en finale[2].
- ? mai : le Petrarca Padoue remporte son 7e titre de champion d'Italie. Le Casale Tegolaia et le Torino Ambrosetti sont relégués[3].

### Juillet
- L'équipe des Lions Britanniques a perdu la tournée organisée en 1980 avec trois défaites, et une seule victoire contre l'équipe d'Afrique du Sud. La tournée a eu lieu en dépit de l'opposition du gouvernement britannique et de partis opposés à tout contact sportif avec le régime politique de l'Afrique du Sud en raison de l'apartheid. Le comité des Four Home Unions qui organise les tournées des Lions a suivi le programme annoncé, malgré l'opposition, en novembre 1979 et les fédérations nationales de l'Angleterre (RFU), l'Irlande (IRFU), l'Écosse (SRU) et le pays de Galles (WRU) ont toutes approuvé la tournée en janvier 1980.

| No | Date            | Lieu                          | Match                               | Score   | Compétition |
| -- | --------------- | ----------------------------- | ----------------------------------- | ------- | ----------- |
| 1  | 31 mai 1980     | Le Cap Afrique du Sud         | Afrique du Sud – Lions britanniques | 26 – 22 | test match  |
| 2  | 14 juin 1980    | Bloemfontein Afrique du Sud   | Afrique du Sud – Lions britanniques | 26 – 19 | test match  |
| 3  | 28 juin 1980    | Port Elizabeth Afrique du Sud | Afrique du Sud – Lions britanniques | 12 – 10 | test match  |
| 4  | 12 juillet 1980 | Pretoria Afrique du Sud       | Afrique du Sud – Lions britanniques | 13 – 17 | test match  |

### Octobre
- 18 octobre : la Roumanie obtient un nul historique contre l'Irlande (13-13), à Lansdowne Road, dans un match qui ne sera finalement pas reconnu par la fédération irlandaise[4]. lors de cette tournée l'équipe de Roumanie avait aussi battu trois des quatre provinces irlandaises (elle perd uniquement contre le Leinster) ainsi que l'équipe de Leicester, qui fêtait son centenaire[5].

## Principales naissances
- 16 janvier : Phillip van Schalkwyk, troisième ligne centre sud-africain, naît à Bellville.
- 31 décembre : Richie McCaw, international néo-zélandais à 148 reprises, naît à Oamaru.